# Uwe Kraus

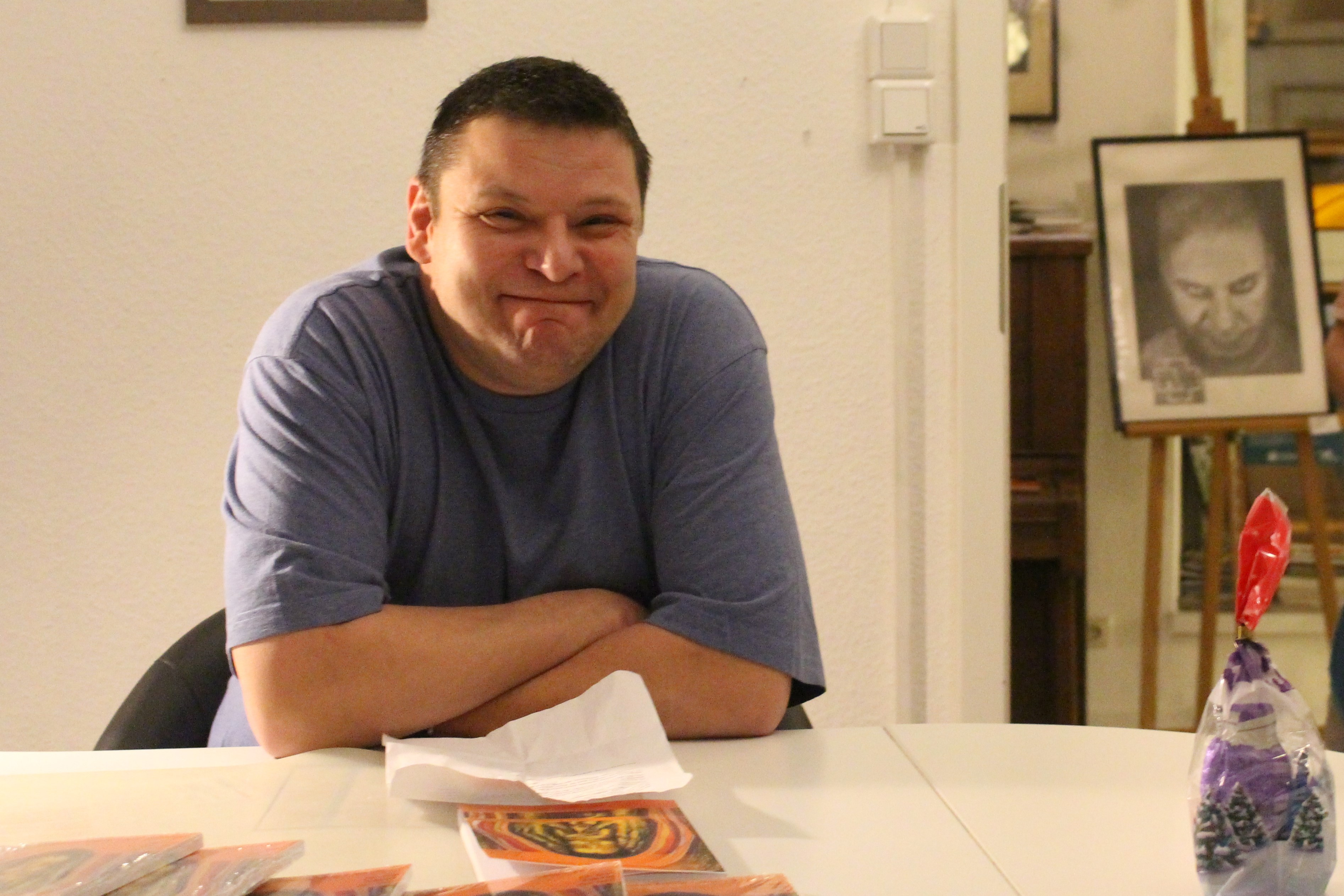
Uwe Kraus bei einer Lesung, 2019

Uwe Kraus (* 17. Februar 1979 in Kaiserslautern) ist ein deutscher Autor.

## Leben
Uwe Kraus absolvierte eine Ausbildung zum Maler und Lackierer an der Meisterschule für Handwerker in Kaiserslautern und arbeitete dann jahrelang im Familienbetrieb, einer Autolackierwerkstatt. Als junger Erwachsener geriet er in eine schwere Lebens- und Sinnkrise verbunden mit exzessiven Drogenkonsum, welches er in der Folge literarisch verarbeitete (Brainspotting, Hallo.peridol), auch der frühe Tod seines Vaters beschäftigte ihn stark. Er sieht sich in diesen Kontext von Novalis, Nietzsche oder Celan beeinflusst. Die Kritik sieht ihn wegen der nichtakademischen Herkunft in der Tradition der ehemaligen schreibenden Arbeiter der DDR.
Seit 2003 ist er Mitglied im Literarischen Verein der Pfalz sowie seit 2006 in der Autorengruppe Kaiserslautern. Seine Gedichte wurden u. a. veröffentlicht in der Rheinpfalz, der Neuen Literarischen Pfalz, Streckenläufer, Chaussee (Literaturzeitschrift des Bezirksverbands Pfalz) sowie der Wiener Literaturedition Zenit.
2018 kam er beim Gedichtwettbewerb der 'Bibliothek deutschsprachiger Gedichte' auf einen vorderen Platz bei ca. 10.000 Einsendungen.
Uwe Kraus engagiert sich für den Verein 'Ein Herz für Kinder - Bild hilft e. V.' und konnte rund 40 teils renommierte Autoren und Künstler für eine Anthologie gewinnen (Ungewisse Zukunft /Wagnis des Morgens), vom Verkaufserlös wird ein Teil für humanitäre Zwecke gespendet.
Er ist zudem Herausgeber der regionalen Literaturzeitschrift 'Der Fliegenpilz', Autoren wie Bernd Ernst, Helga Schneider, Susanne Ulrike Maria Albrecht und Dieter M. Gräf sind mit Beiträgen vertreten. Kraus veröffentlichte Beiträge für das Wochenblatt Kaiserslautern und ab 2022 für die Berliner Woche.
Uwe Kraus schreibt Prosa und Lyrik und lebt in Kaiserslautern.

## Werke
- Fernwehpassagen. Gedichte. Conte 2009, ISBN 978-3-936950-93-9.
- Brainspotting. Roman. Conte 2010, ISBN 978-3-941657-08-3.
- Die Buchstaben, in denen ich schwimme. Gedichte. Telegonos 2015, ISBN 978-3-7368-6967-7.
- Auf dem Weg zurück zu mir. Gedichte. Telegonos 2016, ISBN 978-3-946762-10-2.
- Lichtwechsel. Lyrik. Telegonos 2016, ISBN 978-3-7392-2553-1.
- Lunatics 2014. Poesie. BoD 2017, ISBN 978-3-954282654.
- Gewichte aus der Zwischenwelt. Wintergedichte Nachtgedichte 2008–2012. BoD 2017, ISBN 978-3848203703.
- Ewu.lution. Lyrik. BoD 2017, ISBN 978-3732234332.
- Fußball ist unser Leben: Lyrik. BoD 2017, ISBN 978-3833490095.
- Liebe/gedichte: Lyrik aus neun Jahren, BoD 2017, ISBN 978-3837043914.
- Der Stern des Lebenssinnes. Lyrik und Hymnen, BoD 2018, ISBN 978-3831124435.
- An die Liebe und andere Ungereimtheiten. Gedichte und Prosa. BoD 2018, ISBN 978-3752878295.
- Sternentraumsegler. Gedichte. BoD 2018, ISBN 978-3734726095.
- Ungewisse Zukunft / Wagnis des Morgen. Hrsg., Anthologie. BoD 2019, ISBN 978-3750408388.
- Hallo.peridol. Erzählung. BoD 2019, ISBN 978-3750403680.
- Vom Klang der Welten und Zeiten. Anthologie. Wellhöfer 2019, ISBN 978-3-954282654.
- PingPong, KWG und Autorengruppe Kaiserslautern 2019.
- Das reromantische Manifest. Eine Kulturkritik. Prosa. BoD 2020, ISBN 978-3751958318.
- Scopolamine. Poesie. BoD 2020, ISBN 9783752626841.
- Kafkaeske Poesie. Lyrik. BoD 2020, ISBN 9783751984300.
- Meine Zeitungstexte. Prosa. BoD 2021, ISBN 978-3753464206.
- Von Innen nach Innen. Lyrik. Gill-Verlag/epubli 2022, ISBN 978-3754970522.